# Santana do Jacaré
Santana do Jacaré – miasto i gmina w Brazylii, w stanie Minas Gerais. Znajduje się w mezoregionie Oeste de Minas i mikroregionie Campo Belo.